# سید محمدباقر درچه‌ای
سید محمدباقر درچه‌ای اصفهانی (۱۲۲۶ - ۱۴ آذر ۱۳۰۲) فقیه و اصولی شیعی و از مراجع تقلید منطقه اصفهان بود.

## زندگی
محمدباقر درچه ای در سال ۱۲۶۴ قمری در درچه از توابع اصفهان به دنیا آمد. او از اولاد «موسی الثانی» محسوب می‌شود. بدین سبب او را «موسوی» لقب دادند. وی از سلسله سادات موسوی میرلوحی سبزواری می‌باشد که از نسل میرلوحی سبزواری در زمان شاه عباس اول به دعوت او در اصفهان ساکن شد. سید محمدباقر درچه‌ای برادر سید مهدی درچه‌ای و سید محمد حسین درچه‌ای از فقهای شیعه قرن چهاردهم قمری است.
شایان ذکر است که او از مبرزترین چهره‌های فقهی یکصدسال گذشته و از مراجع  تقلید بود که شاگردان بسیاری را پرورش نمود.

## تحصیل
پس از فراگیری مراحلی از فقه و اصول از پدرش، در ۱۳ سالگی به تحصیل در حوزه علمیه اصفهان روی آورد.
در سال ۱۲۹۱ به نجف رفت و ۱۴ سال در آنجا ماند.
در سال ۱۳۰۳ به اصفهان بازگشت و در مدرسه نیم‌آورد به تدریس پرداخت.

## استادان

### در اصفهان
- مولی محمد معروف به میرزا ابوالمعالی[۷]
- محمدحسن نجفی اصفهانی
- محمدباقر نجفی اصفهانی[۸]
- سید محمدباقر خوانساری[۹]

### در نجف
- سید حسین کوه‌کمری
- میرزای شیرازی
- میرزا حبیب‌الله رشتی[۱۰]

## درگذشت
در نحوه درگذشت او اختلاف است. عده‌ای معتقدند که فوت نموده و برخی دیگر قائلند که کشته شده‌است.
سید تقی درچه‌ای (نوه‌اش) معتقد است که سید محمدباقر درچه‌ای توسط عوامل رضاخان کشته شده است. در تذکره القبور چنین آمده است.
مرحوم درچه‌ای طبق عادت معهود روز چهارشنبه ۲۶ ربیع‌الثانی سال ۱۳۴۲ بعد از نماز ظهر به موطن خود «درچه» رفت و در آنجا در جمعه همان هفته؛ قبل از طلوع آفتاب در حمام از دنیا رفت. از آن رو به اصفهان خبر دادند و اطبای حاذق به عیادتش رفتند؛ اما بر آنها مسلم گردید که آن مرجع وارسته جان به جان آفرین تسلیم کرده است. اهل اصفهان و آبادی‌های اطراف، همان روز به درچه رفتند و پس از انجام مراسم تغسیل و تکفین دسته‌های سوگواری به راه انداختند و پس از ۳ روز از فوت این مرجع عظیم الشأن، پیکر مبارکش در میان اشک و اندوه مرگ یا شهادت تشییع شد.
وی در تخت فولاد اصفهان دفن شده‌است.

## شاگردان
- سید حسن مدرس[۱۳]
- سید حسین بروجردی[۱۴]
- سید ابوالحسن اصفهانی
- میرزا علی آقا شیرازی
- حاج آقا رحیم ارباب[۱۵]
- محمد حسین اشنی[۱۶]
- نورالدین اشنی
- آقا نجفی قوچانی
- سید عبدالحسین طیب[۱۷]
- میرزا مهدی بیدآبادی اصفهانی
- میرزا فتح الله درب امامی
- حسین علوی
- میر سید محمد مدرس[۱۸]
- ملا فرج الله دری
- سید عباس دهکردی[۱۹]
- سید فخر الدین خوانساری
- علی فقیه فریدنی
- سید محمدحسین میردامادی سدهی
- محمدحسن نجفی رفسنجانی
- عبدالوهاب نصرآبادی
- محمد همامی ابن آخوند ملاحسن
- محمدعلی یزدی[۲۰]
- میرزا محمدباقر امامی بن سید احمد
- جلال‌الدین همایی[۲۱]
- سید محمد رضوی کاشانی[۲۲]
- میرزا حسن خان جابری انصاری[۲۳]
- باقر قزوینی[۲۴]
- سید محمدحسن سدهی اصفهانی[۲۵]
- محمدحسن عالم نجف‌آبادی[۲۶]
- سید محمدرضا خراسانی
- آقا محمد فیاض همدانی
- میرزا علی اکبر شیخ‌الاسلام[۲۷][۲۸]

## آثار
- میزان الفقاهه (۲۶ مجلد)
- یک دوره فقه و اصول (۱۶ مجلد موجود و ۲ جلد مفقود شده است).
- حاشیه بر متاجر شیخ انصاری
- حاشیه بر مناسک
- رساله‌ای در جبر و تفویض
- حواشی بر رساله عملیه
- حاشیه‌ای بر مکاسب شیخ انصاری
- رساله عملیه
- حاشیه بر اصول دین[۲۹]
- تقریرات اصولیه